# Esteban Agustín Gascón
Esteban Agustín Gascón, también citado como Juan Agustín Gazcón (Oruro, 9 de julio de 1764 - Buenos Aires, 25 de junio de 1824) fue un político 
argentino de origen altoperuano.

## Biografía

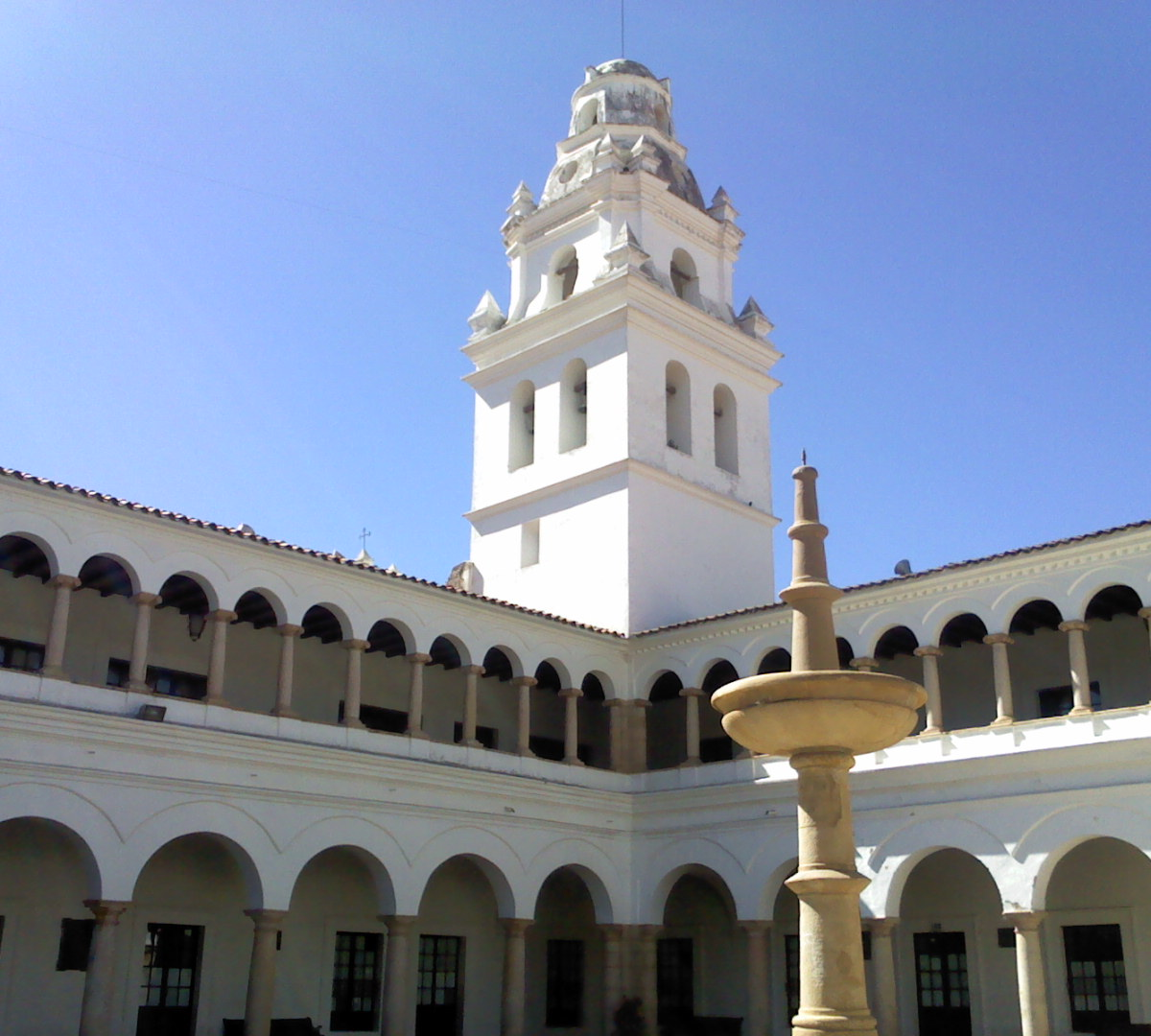
Universidad Mayor Real y Pontificia San Francisco Xavier de Chuquisaca.

Estudió en el Real Colegio San Carlos de Buenos Aires. Se doctoró en Derecho en la Universidad Mayor, Real y Pontificia de San Francisco Xavier de Chuquisaca y fue funcionario real en el Alto Perú por varios años, y presidente de la Academia Carolina de Derecho.
Participó en la revolución de Chuquisaca del 25 de mayo de 1809. Tras el fracaso de la misma, fue arrestado en espera de un juicio por esos hechos. Resultó liberado por orden de Juan José Castelli a principios de 1811, después de la victoria independentista en la batalla de Suipacha. El mismo Castelli lo nombró presidente de la Real Audiencia de Charcas. Abandonó el Alto Perú durante la desbandada que siguió a la derrota en la Batalla de Huaqui.
Se unió al Ejército del Norte a las órdenes del general Manuel Belgrano, y luchó en la batalla de Salta, en febrero de 1813.
Fue nombrado gobernador intendente de Salta, cargo que ocupó por poco tiempo. Producida la segunda expedición al Alto Perú, volvió a ocupar la presidencia de la Audiencia y la gobernación de Charcas.
Después de la batalla de Ayohuma se trasladó a Buenos Aires, y se puso a órdenes del ejército que operaba en la Banda Oriental y sitiaba a Montevideo. Fue auditor general de guerra y asesor legal de sus jefes, el general José Rondeau primero, y luego Carlos María de Alvear. Caída Montevideo en manos independentistas, fue alcalde del Cabildo, teniendo a su cargo la inspección, organización y mantenimiento de los hospitales. Regresó a Buenos Aires en 1815, al ser evidente que la ciudad iba a ser entregada a los federales del caudillo José Artigas.
Presidió la Junta de Observación que intentaba poner algún freno al gobierno de los directores supremos durante el período en que este cargo fue ocupado por Ignacio Álvarez Thomas. Fue coautor del Estatuto Provisional, especie de embrión de constitución.
En 1816 fue elegido diputado para el Congreso de Tucumán, y su nombre fue propuesto como candidato a director supremo.
Fue el principal opositor a la firma por el Congreso del Pacto de Santo Tomé, que hubiera pacificado el bando artiguista con el resto del país y hubiera logrado el traslado a Tucumán los diputados de Santa Fe, Entre Ríos, Corrientes y la Banda Oriental, que nunca estuvieron representadas en él.
Fue uno de los firmantes del Acta de la Independencia, el 9 de julio de ese año.
Su principal preocupación en el Congreso estuvo siempre en la reorganización de la defensa de la frontera norte. También fue el autor de la iniciativa que hizo oficial la bandera nacional creada por Belgrano en 1812, y que hasta entonces era sólo la bandera del Ejército del Norte.
Desde 1817 fue ministro de hacienda del Director Juan Martín de Pueyrredón, colaborando con la expedición a Chile del Ejército de los Andes, organizado por el general José de San Martín. Fundó la "Caja Nacional de fondos de Sud - América", una especie de caja de créditos con pretensiones de banco, que fue la primera institución crediticia de ese país. Después de sancionada la constitución de 1819 fue elegido senador por Tucumán; pero la caída del directorio y el Congreso dejaron ese nombramiento sin efecto.
En 1820, después de la batalla de Cepeda, fue nombrado sucesivamente juez, diputado provincial y secretario de la Junta de Representantes de Buenos Aires. Se opuso a la reforma religiosa del ministro Bernardino Rivadavia desde la legislatura y la prensa. Desde fines de 1822 fue camarista del Tribunal de Justicia de la provincia. Renunció después de la revolución fracasada de Tagle, oponiéndose a fusilar a los presos.